# Spelle
Spelle es un municipio situado en el distrito de Emsland, en el estado federado de Baja Sajonia (Alemania). Tiene una población estimada, a fines de 2020, de 9750 habitantes.
Está ubicado a poca distancia al este de la frontera con Países Bajos y al norte de la del estado de Renania del Norte-Westfalia.